# Massimo Giordano

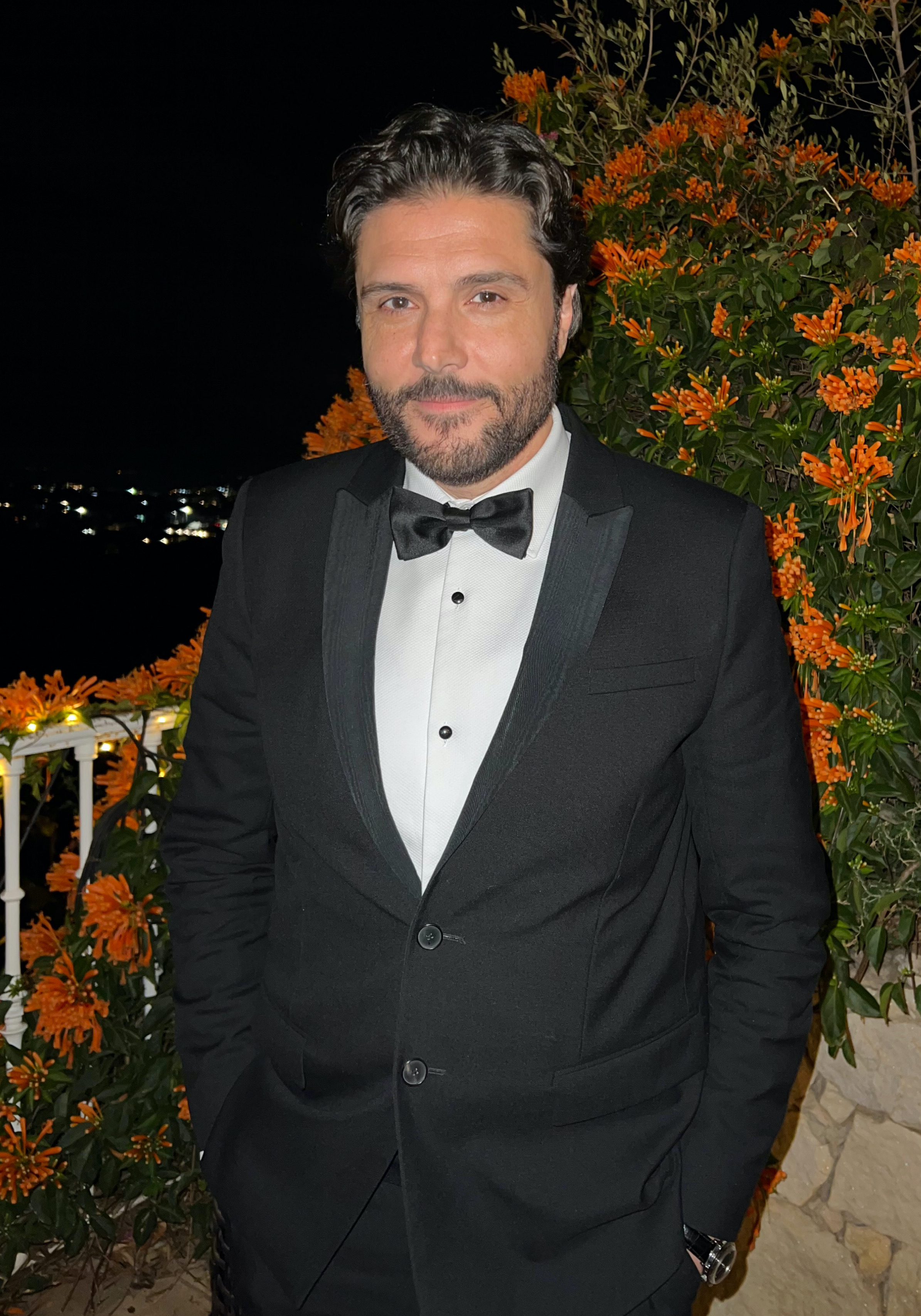
Massimo Giordano – Marbella 2023

Massimo Giordano (* 19. Februar 1971 in Pompei) ist ein italienischer Opernsänger (Tenor).

## Leben

### Kindheit und Jugend
Giordano wurde  in eine italienische Arbeiterfamilie geboren. Im Alter von acht Jahren zog er mit seiner Familie nach Triest, wo er ein Flötenstudium am Conservatorio di musica Giuseppe Tartini aufnahm. Dieses schloss er 1989 erfolgreich ab. Kurz vor dem Abschluss seines Flötenstudiums entdeckte er durch Zufall sein Talent für das Singen. In einem leeren Klassenzimmer sang er zum Spaß ein neapolitanisches Lied und wurde dabei von einem Klassenkameraden am Klavier begleitet. Dabei trat seine Begabung zu Tage.
Mit 18 Jahren studierte er Gesang bei Cecilia Fusco ebenfalls am Triester Konservatorium. 1997 gewann er den Bellini-Gesangswettbewerb in Spoleto, wo er auch sein Debüt in Mozarts Oper La clemenza di Tito am Teatro Lirico und in Verdis La traviata am Teatro Nuovo gab.

### Karriere
In den folgenden Jahren eroberte Massimo Giordano die Opernhäuser Italiens mit Auftritten in Reggio nell’Emilia, Parma, Modena, Rom, Venedig, Neapel und schließlich am Teatro alla Scala in Mailand. 1999 trat er beim Wexford Festival als Principe Alexis auf. 2001 ga er sein Debüt bei den Salzburger Festspielen; dort sang er unter der Leitung von Claudio Abbado und Lorin Maazel. Auftritte im Opernhaus Zürich, an der Semperoper Dresden, im Théâtre du Capitole in Toulouse sowie am Teatro Real in Madrid folgten.
In den darauffolgenden Jahren debütierte Massimo Giordano unter anderem in La Traviata in Tokio, in Falstaff am Royal Opera House Covent Garden in London, in L’elisir d’amore an der Wiener Staatsoper, in Verdis Messa da Requiem in Sydney, in La Traviata an der Deutschen Oper Berlin und in Gianni Schicchi beim Glyndebourne Festival. Sein New Yorker Debüt feierte er bei einer konzertanten Aufführung von Mignon in der Carnegie Hall. Weitere Auftritte folgten in Romeo und Julia an der Bayerischen Staatsoper in München, in La Bohème an der Staatsoper Unter den Linden in Berlin und in Puccinis Il trittico an der Metropolitan Opera in New York, wo er später auch Manon, La Traviata, La Bohème, L’elisir d’amore und Gianni Schicchi sang.
Ein weiteres Highlight in Massimo Giordanos Karriere war eine besondere Aufführung von Verdis Requiem im Vatikan zu Ehren des verstorbenen Papstes Johannes Paul II. kurz nach dessen Tod im Jahr 2005. Auch die weltweite Radioübertragung von Massenets Manon mit Renée Fleming 2006 gehört zu den Höhepunkten seiner Karriere sowie sein Auftritt 2007 als Rinuccio in einer internationalen Fernsehübertragung von Gianni Schicchi aus Puccinis Trittico für die Metropolitan Opera unter der Leitung von James Levine.
Giordano sang unter Dirigenten wie Claudio Abbado, Maurizio Benini, Riccardo Chailly, Bruno Campanella, Wladimir Fedossejew, Gianluigi Gelmetti, James Levine, Lorin Maazel, Zubin Mehta, Wladimir Jurowski, Antonio Pappano, Michel Plasson, Juri Temirkanow, Fabio Luisi oder Marco Armiliato sowie an der Seite von berühmten Sängerkollegen.
2009 war er zusammen mit Anna Netrebko auf Konzerttournee.

### Erstes Album
Am 29. Oktober 2012 unterzeichnete Massimo Giordano einen exklusiven Plattenvertrag mit dem Label BMG. Das Album „Amore e Tormento“ ist seine erste Soloaufnahme und für Giordano die Verwirklichung eines Traums. Das Album, das am 6. Mai 2013 erschien, wurde mit dem Orchestra del Maggio Musicale Fiorentino in Florenz aufgenommen und ist von italienischen Arien geprägt.

### Privatleben
Giordano ist leidenschaftlicher Schachspieler, liebt klassische Kunst und verfolgt den italienischen Fußball. Giordano lebt mit seiner Frau Alexandrina und seinen beiden Kindern im Norden Italiens.